# Степаньково (Митищинський міський округ)
Степанько́во (рос. Степаньково) — присілок у складі Митищинського міського округу Московської області, Росія.

## Населення
Населення — 56 осіб (2010; 18 у 2002).
Національний склад (станом на 2002 рік):
- росіяни — 100 %